# Platymetopsis
Platymetopsis is een geslacht van kevers uit de familie van de loopkevers (Carabidae). De wetenschappelijke naam van het geslacht is voor het eerst geldig gepubliceerd in 1987 door Ball & Maddison.

## Soorten
Het geslacht Platymetopsis is monotypisch en omvat slechts de volgende soort:
- Platymetopsis overali Ball & Maddison, 1987